# Adnan Beji
Adnan Beji (arabe : عدنان الباجي), né le 22 avril 1999, est un nageur tunisien.

## Carrière
Adnan Beji est médaillé de bronze du relais 4 x 100 mètres quatre nages mixte aux championnats d'Afrique 2018 à Alger.
Aux Jeux africains de 2019 à Casablanca, il remporte une médaille de bronze sur le 200 mètres brasse.
Aux championnats d'Afrique 2022 à Tunis, il obtient la médaille d'argent sur 50 et 100 mètres basse ainsi que la médaille de bronze sur 200 mètres brasse.